# Шкаликов, Сергей Валерьевич
Серге́й Вале́рьевич Шка́ликов (29 сентября 1963, Москва — 6 декабря 1998 год, там же) — советский и российский актёр театра и кино, поэт.

## Биография
Сергей Шкаликов родился 29 сентября 1963 года в Москве.
Окончил ГИТИС (курс Олега Табакова).
В 1986—1990 годах работал в Театре под руководством О. П. Табакова.
В 1990 году был принят в труппу МХАТа имени Чехова.
В 1986 году Шкаликов дебютировал в кино (фильм «Ягуар»). Затем снялся ещё в шести картинах.
В 1992 году снялся в пятисерийном фильме «Рэкет». После этого в кинокарьере возник перерыв до 1997 года.
В 1997 году начал сниматься в фильме «Рэкет — 2», но вскоре съёмки были остановлены, а проект закрыт.
В 1998 году Шкаликов был занят сразу в нескольких проектах: у Александра Муратова в сериале «Д. Д. Д. Досье детектива Дубровского», у Игоря Шавлака и Василия Мищенко в фильме «Крутые: смертельное шоу», и у Владимира и Ольги Басовых в фильме «Вместо меня». В последнем Шкаликов не успел озвучить свою роль, поэтому его герой говорит голосом актёра Андрея Ташкова. Фильм «Вместо меня» вышел на экраны только в 2000 году.
Скончался вечером 6 декабря 1998 года в своей московской квартире, возле телевизора. Тело актёра обнаружил его друг Александр Васютинский. Диагноз — сердечная недостаточность. По неофициальной версии — от передозировки героина. Шкаликов пил и курил, по слухам, также употреблял наркотики. Похоронен 8 декабря 1998 года на кладбище в селе Уборы (Одинцовский район, Московская область).
Писал стихи. На несколько его стихотворений музыкантами группы Чайф, с которыми дружил актёр, были написаны песни. В 2001 году вышел сборник стихотворений Сергея Шкаликова «Если бы я был…».
Памяти актёра посвящён один из циклов программы «В мире людей» (декабрь 1998 года).

## Семья
Был женат на актрисе Галине Чуриловой, а затем — на журналистке Маше Слоним.
Сын от первого брака Семён (род. 1987) стал актёром.

## Актёрские работы

### В кино
- 1986 — Ягуар — «Удав»
- 1986 — Скакал казак через долину
- 1987 — Экзамен на директора
- 1987 — Кресло (фильм-спектакль) — массовик
- 1988 — История одной бильярдной команды — рыбак Рупи
- 1989 — То мужчина, то женщина — Иван
- 1989 — СЭР
- 1990 — Наш человек в Сан-Ремо — Лёня
- 1990 — Крыша
- 1992 — Рэкет — Дмитрий Сергеевич Глазков, капитан милиции
- 1998 — Крутые: смертельное шоу — музыкант Гриша
- 1999 — Д. Д. Д. Досье детектива Дубровского — Феликс, подручный Иринархова
- 2000 — Вместо меня — Володя «Трал» (роль озвучил Андрей Ташков)

### В театре
- 1989 — Вишнёвый сад — Трофимов
- 1990 — Иванов — Косых
- 1990 — Брачная ночь, или 37 мая — Толя
- 1991 — Олень и шалашовка — Мерещук
- 1992 — Горе от ума — Молчалин
- 1992 — Урок жёнам — Кризальд
- 1994 — Борис Годунов — мужик на амвоне
- 1995 — Тойбеле и её демон — Алханон
- 1996 — Злодейка, или Крик дельфина — Юра
- 1996 — Маленькие трагедии — Дон Гуан
- 1998 — Максимилиан Столпник — Максимилиан Арбузов